# Humus

Profilul solului. Humusul are o culoare caracteristică neagră sau maro închis și este o acumulare de carbon organic. Pe lângă cele trei orizonturi majore de sol: (A) suprafață/sol, (B) subsol și (C) substrat, unele soluri au un orizont organic (O) la suprafață. Roca tare (R) nu este în sens strict sol.

Humus (din limba latină) se numește un amestec de substanțe organice amorfe aflate în sol, de obicei până la o adâncime de 20-30 cm.  Humusul reprezintă 85-90% din materia organică a solului și este un criteriu important în evaluarea fertilității sale.
Humusul este un amestec complex, format din produși de transformare avansată a resturilor organice și produși de resinteză microbiană și din substanțe humice propriu-zise, cum ar fi acizi humici, acizi fulvici și humina.
Mai concret, humusul este rezultatul descompunerii naturale biologice și chimice a substanței organice, așa cum sunt materialul vegetal, animalele moarte, plantele și excrementele animalelor.
El asigură elementele pentru hrana plantelor și cele care reprezintă un factor de protecție împotriva bolilor, prin prezența unor substanțe numite fitoalexine, care au un rol asemănător anticorpilor.
În funcție de cantitatea de humus conținută, solurile se împart în:
- soluri foarte sărace, care au o culoare galben-cenușie și un conținut de cel mult 2% humus
- soluri medii
- soluri bogate, care au o culoare neagră, un conținut de humus mai mare de 7%.

Humusul este cea mai importantă componentă a solului și pentru crearea unui singur centimetru de sol fertil, în natură este necesar un interval de 300 de ani.
În agricultură, humusul este uneori folosit și pentru a descrie compostul matur sau natural extras dintr-o pădure sau altă sursă spontană pentru a fi folosit ca fertilizator al solului.